# Zasiłek pielęgnacyjny
Zasiłek pielęgnacyjny – jedno ze świadczeń rodzinnych, którego celem jest częściowe pokrycie wydatków wynikających z konieczności zapewnienia osobie niepełnosprawnej opieki i pomocy w związku z niezdolnością do samodzielnej egzystencji.
Do zasiłku pielęgnacyjnego uprawnione są:
- niepełnosprawne dzieci do 16. roku życia legitymujące się orzeczeniem o niepełnosprawności
- osoby w wieku powyżej 16 lat legitymujące się orzeczeniem o znacznym stopniu niepełnosprawności (lub odpowiednie orzeczenie: ZUS zaliczające do I grupy inwalidzkiej lub całkowitej niezdolność do pracy i samodzielnej egzystencji, KRUS zaliczające do I grupy inwalidzkiej lub całkowitej niezdolność do pracy i samodzielnej egzystencji)
- osoby w wieku powyżej 16 lat legitymujące się orzeczeniem o umiarkowanym stopniu niepełnosprawności, jeżeli niepełnosprawność powstała w wieku do ukończenia 21. roku życia (lub odpowiednie orzeczenie: ZUS zaliczające do II grupy inwalidzkiej lub całkowitej niezdolności do pracy)
- osoby, które ukończyły 75 lat.

Zasiłek pielęgnacyjny od 1 września 2006 roku do 30 października 2018 wynosił 153 zł miesięcznie. Od 1 listopada 2018 wynosił 184,42 zł. Kolejna zmiana wysokości kwoty zasiłku nastąpiła w dniu 1 listopada 2019 – do kwoty 215,84 zł.